# Aeroportul High Prairie
Aeroportul High Prairie (IATA: ZHP, ICAO: CZHP) este un aeroport din Alberta, Canada.
Situat la o altitudine de 603 m, aeroportul dispune de o singură pistă.